# ピエール・ブルガリ
ピエール・ブルガリ（Pierre Bourgarit、1997年9月12日 - ）は、トップ14スタッド・ロシュレに所属するラグビー選手。

## プロフィール
- フランス・ジモン出身[1]。
- ポジションはフッカー(HO)。
- 身長 184cm、体重 105kg
- U20フランス代表に選ばれたことがある[2]。
- フランス代表キャップは14（2024年2月現在）でラグビーワールドカップ2023のフランス代表に選ばれた[3]。

## 略歴
FCオーシュ・ジェールを経て、2017年、ラ・ロシェルに加入。